# فرانسوا ساگا
فرانسوا ساگا (فرانسوی: François Sagat‎؛ زاده ۵ ژوئن ۱۹۷۹) یک بازیگر پورنوگرافی اهل فرانسه است.